# Ivan Capelli
Ivan Capelli (ur. 24 maja 1963 w Mediolanie) – były włoski kierowca wyścigowy.

## Kariera
Swoją karierę rozpoczynał w wieku 15 lat w kartingu. Cztery lata później przeniósł się do Włoskiej Formuły 3, stając się jej mistrzem w roku 1983 (odniósł 9 zwycięstw). Rok później został kierowcą Europejskiej Formuły 3 dla zespołu Coloni i również wywalczył tytuł mistrzowski. W 1985 roku jeździł nadal w Europejskiej Formule 3 samochodem March-Cosworth dla zespołu Genoa Racing, odnosząc jedno zwycięstwo. Również w 1985 roku zadebiutował w Formule 1, w zespole Tyrrell, w swoim drugim Grand Prix (Australia) zdobywając rewelacyjne czwarte miejsce. W roku 1986 jeździł w Formule 3000 w zespole Genoa Racing (mistrz), BMW w serii ETCC, zaliczył również dwa wyścigi w Formule 1 w zespole AGS. W sezonie 1987 jeździł Marchem w Formule 1. Wydawało się, że powrót Marcha po pięcioletniej przerwie do Formuły 1 będzie owocny w sukcesy, szczególnie że w 1988 Capelli zdobył 17 punktów, zdobywając przy okazji swoje pierwsze podium (trzecie miejsce w Grand Prix Belgii), a także rewelacyjne drugie miejsce w Grand Prix Portugalii. Na koniec sezonu Capelli zdobył siódme, a jego zespół szóste miejsce w klasyfikacji generalnej. Wkrótce potem March wpadł w problemy finansowe i główny sponsor, Leyton House, przejął nad nim kontrolę. Capelli jedynie dwukrotnie finiszował i nie zdobył ani punktu. W sezonie 1990 Leyton House wystawił swój własny zespół. Przez większy dystans Grand Prix Francji na prowadzeniu były dwa Leyton House'y. Ostatecznie Capelli zdobył drugie miejsce, a z sześcioma punktami na koniec sezonu zajął 10 miejsce w klasyfikacji generalnej. Sezon 1991 był gorszy, Capelli zdobył jedynie jeden punkt (szóste miejsce na Węgrzech). Po roku 1991 zespół Leyton House rozpadł się, a Capelli trafił wtedy do przeżywającego kryzys zespołu Ferrari. Nadzieje Włocha na tytuł zostały szybko rozwiane, zdobył on bowiem jedynie trzy punkty i jeszcze przed zakończeniem sezonu został wyrzucony z zespołu, co spowodowało u niego problemy natury psychicznej.. W sezonie 1993 Capelli trafił do Jordana. Po niezakwalifikowaniu się do Grand Prix Brazylii opuścił zespół za porozumieniem stron. Po zakończeniu kariery w Formule 1 jeździł z różnym skutkiem samochodami turystycznymi Nissana i Maserati.
Obecnie jest komentatorem Formuły 1 dla telewizji Rai Uno.

## Wyniki w Formule 1
| Legenda oznaczeń w tabelach wyników Wyświetl szablon na nowej stronie | Legenda oznaczeń w tabelach wyników Wyświetl szablon na nowej stronie                                                                     |
| Oznaczenie                                                            | Wyjaśnienie |
| --------------------------------------------------------------------- | --- |
| Złoty                                                                 | Zwycięzca lub mistrzostwo |
| Srebrny                                                               | 2. miejsce lub wicemistrzostwo |
| Brązowy                                                               | 3. miejsce lub II wicemistrzostwo |
| Zielony                                                               | Ukończył, punktował (w klasyfikacji generalnej, gdy zdobył co najmniej jeden punkt na przestrzeni sezonu, poza trzema powyższymi opcjami) |
| Niebieski                                                             | Ukończył, nie punktował (w klasyfikacji generalnej, gdy nie zdobył co najmniej jednego punktu na przestrzeni sezonu)                      |
| Czerwony                                                              | Nie zakwalifikował się (NZ) |
| Czerwony                                                              | Nie prekwalifikował się (NPK) |
| Różowy                                                                | Nie ukończył (NU) |
| Różowy                                                                | Niesklasyfikowany (NS) (w klasyfikacji generalnej, gdy nie został sklasyfikowany w żadnym wyścigu sezonu)                                 |
| Czarny                                                                | Zdyskwalifikowany (DK) |
| Czarny                                                                | Wykluczony (WYK/EX) |
| Biały                                                                 | Nie wystartował (NW) |
| Biały                                                                 | Kontuzjowany (K/INJ) |
| Biały                                                                 | Wyścig odwołany (OD/C) |
| Bez koloru                                                            | Został wycofany (WYC/WD) |
| Bez koloru                                                            | Nie przybył (NP/DNA) |
| Bez koloru                                                            | Nie brał udziału w treningach (NT/DNP) |
| Bez koloru                                                            | Nie został zgłoszony (–) |
| Pogrubienie                                                           | Start z pole position |
| Kursywa                                                               | Najszybsze okrążenie wyścigu |
| †                                                                     | Nie ukończył, ale jego rezultat został zaliczony ze względu na przejechanie więcej niż 90% dystansu wyścigu.                              |
| *                                                                     | Sezon w trakcie |
| 1/2/3                                                                 | Punktowana pozycja w sprincie kwalifikacyjnym                                                                                             |
| Lista systemów punktacji Formuły 1                                    | |

| Rok  | Zespół                         | Samochód           | Silnik             | 1      | 2      | 3      | 4      | 5      | 6      | 7      | 8      | 9      | 10     | 11     | 12     | 13     | 14     | 15     | 16     | Msc. | Pkt. |
| ---- | ------------------------------ | ------------------ | ------------------ | ------ | ------ | ------ | ------ | ------ | ------ | ------ | ------ | ------ | ------ | ------ | ------ | ------ | ------ | ------ | ------ | ---- | ---- |
| 1985 | Tyrrell Racing Organisation    | Tyrrell 014        | Renault V6T        | BRA    | POR    | SMR    | MCO    | CND    | DET    | FRA    | GBR    | DEU    | AUT    | NLD    | ITA    | BEL    | EUR NU | ZAF    | AUS 4  | 17   | 3    |
| 1986 | Jolly Club SpA                 | AGS JH21C          | Motori Moderni V6T | BRA    | ESP    | SMR    | MCO    | BEL    | CND    | DET    | FRA    | GBR    | DEU    | HUN    | AUT    | ITA NU | POR NU | MEX    | AUS    | –    | 0    |
| 1987 | Leyton House March Racing Team | March 871          | Ford DFZ V8        | BRA NW | SMR NU | BEL NU | MCO 6  | DET NU | FRA NU | GBR NU | DEU NU | HUN 10 | AUT 11 | ITA 13 | POR 9  | ESP 12 | MEX NU | JPN NU | AUS NU | 19   | 1    |
| 1988 | Leyton House March Racing Team | March 881          | Judd V8            | BRA NU | SMR NU | MCO 10 | MEX 16 | CND 5  | DET NW | FRA 9  | GBR NU | DEU 5  | HUN NU | AUT 3  | ITA 5  | POR 2  | ESP NU | JPN NU | AUS 6  | 7    | 17   |
| 1989 | Leyton House                   | March 881          | Judd V8            | BRA NU | SMR NU |        |        |        |        |        |        |        |        |        |        |        |        |        |        | –    | 0    |
| 1989 | Leyton House                   | March CG-891       | Judd V8            |        |        | MCO 11 | MEX NU | USA NU | CND NU | FRA NU | GBR NU | DEU NU | HUN NU | AUT 12 | ITA NU | POR NU | ESP NU | JPN NU | AUS NU | –    | 0    |
| 1990 | Leyton House                   | Leyton House CG901 | Judd V8            | USA NU | BRA NZ | SMR NU | MCO NU | CND 10 | MEX NZ | FRA 2  | GBR NU | DEU 7  | HUN NU | BEL 7  | ITA NU | POR NU | ESP NU | JPN NU | AUS NU | 10   | 6    |
| 1991 | Leyton House                   | Leyton House CG911 | Ilmor V10          | USA NU | BRA NU | SMR NU | MCO NU | CND NU | MEX NU | FRA NU | GBR NU | DEU NU | HUN 6  | BEL NU | ITA 8  | POR 17 | ESP NU | JPN    | AUS    | 18   | 1    |
| 1992 | Scuderia Ferrari SpA           | Ferrari F92A       | Ferrari V12        | ZAF NU | MEX NU | BRA 5  | ESP 10 | SMR NU | MCO NU | CND NU | FRA NU | GBR 9  | DEU NU | HUN 6  | BEL NU | ITA NU | POR NU | JPN    | AUS    | 13   | 3    |
| 1993 | Sasol Jordan                   | Jordan 193         | Hart V10           | ZAF NU | BRA NZ | EUR    | SMR    | ESP    | MCO    | CND    | FRA    | GBR    | DEU    | HUN    | BEL    | ITA    | POR    | JPN    | AUS    | –    | 0    |